# Symphyotrichum fontinale
Symphyotrichum fontinale là một loài thực vật có hoa trong họ Cúc. Loài này được (Alexander) G.L.Nesom miêu tả khoa học đầu tiên.